# Microchaetina arida
Microchaetina arida là một loài ruồi trong họ Tachinidae.